# Pinnotheres pugettensis
Pinnotheres pugettensis är en kräftdjursart som beskrevs av Edward Morell Holmes 1900. Pinnotheres pugettensis ingår i släktet Pinnotheres och familjen Pinnotheridae. Inga underarter finns listade i Catalogue of Life.